# 常恒芳

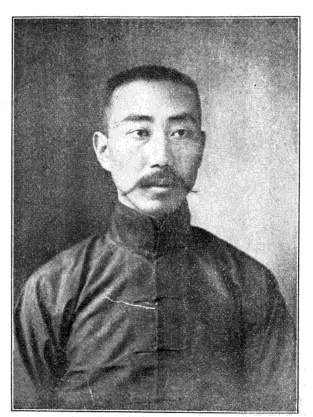
《民国之精华》中的常恆芳照片

常恒芳（1882年—1950年3月23日），字尔价，号蕃侯，安徽寿县人。中國民主革命家，中华民国政治人物。

## 生平

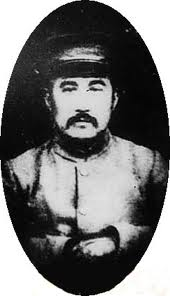
常恆芳

常恒芳十八岁中秀才，入安庆武备练军学堂，并参加“同学会”等反清组织，和柏文蔚、郭廷康等发展会员，准备发动反清起义，后起义因被人告密而夭折。此后常恒芳在芜湖和陈独秀、柏文蔚等创建岳王会，任岳王会安庆分会会长。不久他进入新军训练营，很快升任骑兵营排长、营长。徐锡麟等人起义失败后，常恒芳离开安庆到怀远教书。 常恒芳领导岳王会成员为1908年马炮营起义进行了许多准备工作，起义失败后熊成基逃到常恒芳家，后常恒芳、熊成基一同到了日本。常恒芳在日本参加了同盟会各省联席会议，并任同盟会评议部安徽评议员之一。 1911年，常恒芳受孙中山之命到广州准备参加黄花岗起义，但因路途耽搁而没有及时赶到。
1911年武昌起义爆发后，常恒芳在南京参加了光复行动。 1912年常恒芳任南京临时参议院议员。此后在国会、安徽省议会陆续工作十余年。南北议和后，常恒芳创办《民生报》。国民党成立后，常恒芳任国民党安徽支部支部长，并任民元国会议员。1913年，袁世凯逮捕包括常恒芳在内的八名国会议员（八名议员为国民党议员朱念祖、张我华、丁象谦、高荫藻、常恒芳、褚辅成、刘恩格，政友会议员赵世钰），史称“八议员事件”。此后直到袁世凯去世后，常恒芳才出狱。后来他曾参加广州非常国会，还参加了国民党一大、二大。北伐期间，常恒芳任安徽宣慰使，组织太湖、吴山庙起义，后来和柏文蔚部合组国民革命军第三十三军，任党代表兼政治部主任。
抗日战争时期，他任第五战区安徽民众动员委员会后勤部长和组织部长。抗日战争胜利后，任国民政府监察院监察委员兼安徽文献委员会主任委员，筹办了淮南煤矿专科学校（今合肥工业大学的前身）。中华人民共和国成立后，董必武、李济深曾邀请他参加全国政协会议，他因病未前往。
1950年3月23日，常恒芳病逝，享年68岁。